# Neoepiscardia bicornuta
Neoepiscardia bicornuta är en fjärilsart som beskrevs av László Anthony Gozmány. Neoepiscardia bicornuta ingår i släktet Neoepiscardia och familjen äkta malar. Inga underarter finns listade i Catalogue of Life.